# Адмет (Епир)
Вижте пояснителната страница за други личности с името Адмет.
Адмет (на старогръцки: Αδμητος, Admetos) е първият цар на молосите в Античен Епир от род Еакиди (или Пириди) от преди 470 пр.н.е. до 430 пр.н.е. по времето на Темистокъл (524 – 459 пр.н.е.), политик и генарал от Атина.
Той е женен за атинянката Фтия I (Phthia), близка на Темистокъл, и има дъщеря и син.
Когато Темистокъл бил изгонен от Елада (около 471 пр.н.е.) се помолил на Адмет за помощ. Той го взел под своя защита и го придружил до Пидна в Македония, където се качил на кораб.
На трона е последван от син му Тарип (430 – 390 пр.н.е.).